# Tutaibo velox
Tutaibo velox là một loài nhện trong họ Linyphiidae.
Loài này thuộc chi Tutaibo. Tutaibo velox được Eugen von Keyserling miêu tả năm 1886.